# Sébrazac
Sébrazac (okzitanisch Sebrasac) ist eine französische Gemeinde mit 533 Einwohnern (Stand: 1. Januar 2022) im Département Aveyron in der Region Okzitanien (vor 2016 Midi-Pyrénées) Sie gehört zum Arrondissement Rodez und zum Kanton Lot et Truyère. Die Einwohner werden Sébrazacois genannt.

## Geographie
Sébrazac liegt etwa 19 Kilometer nordnordöstlich von Rodez. Umgeben wird Sébrazac von den Nachbargemeinden Golinhac im Nordwesten und Norden, Estaing im Norden und Nordosten, Coubisou im Nordosten, Bessuéjouls im Osten, Bozouls im Südosten und Süden, Rodelle im Süden und Südwesten, Villecomtal im Westen sowie Campuac im Nordwesten.

## Bevölkerungsentwicklung
| Jahr                       | 1962 | 1968 | 1975 | 1982 | 1990 | 1999 | 2006 | 2019 |
| Einwohner                  | 573  | 521  | 453  | 466  | 476  | 482  | 506  | 521  |
| Quellen: Cassini und INSEE |      |      |      |      |      |      |      |      |

## Sehenswürdigkeiten
- Kirche Sainte-Anne
- Kirche Saint-Louis im Ortsteil Saint-Geniez-des-Ers
- Kapelle von Trédou
- Kapelle Notre-Dame-du-Bon-Secours
- Schloss Verrières
- Brücke von Estaing mit Kapelle du Pont

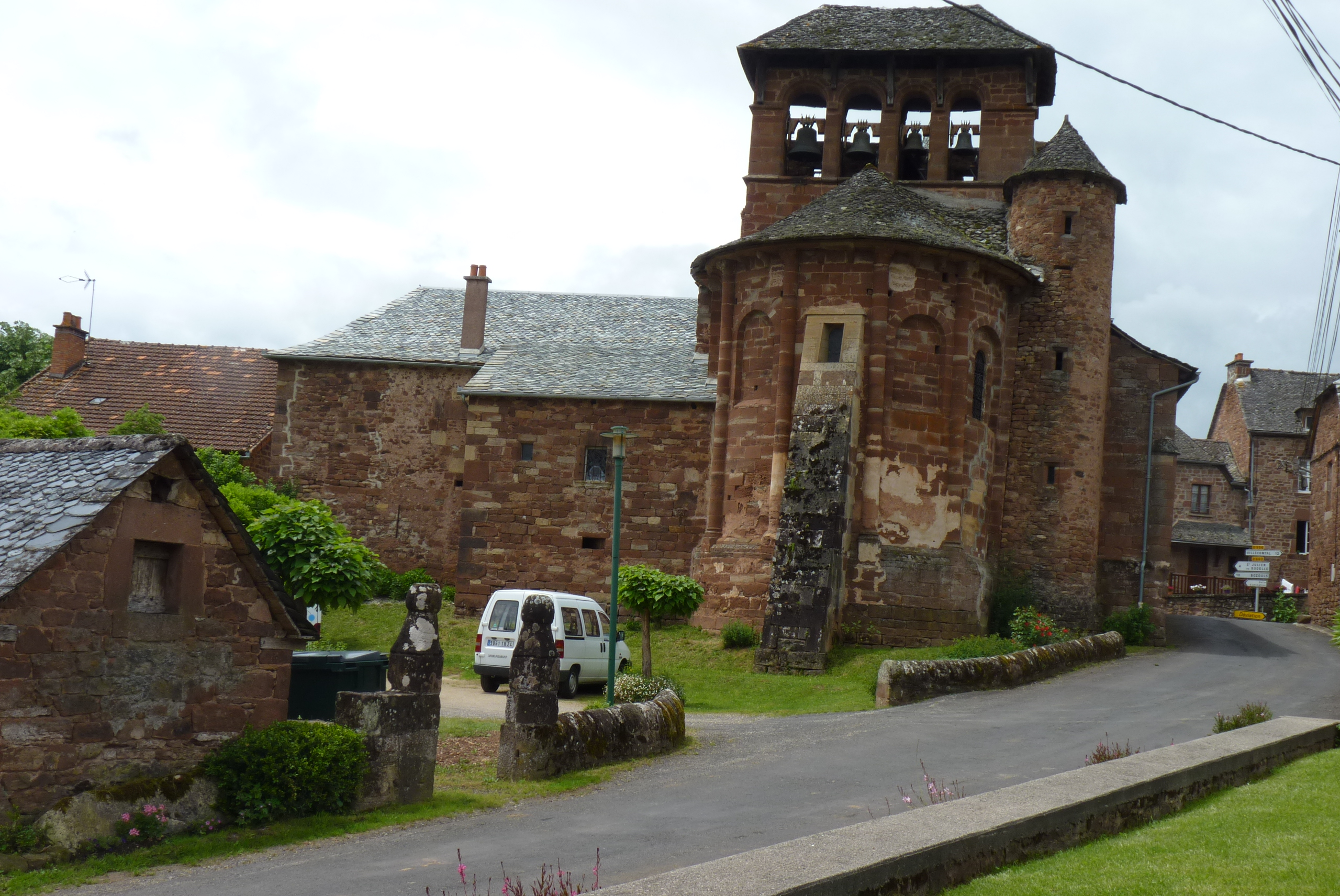
Kirche Sainte-Anne
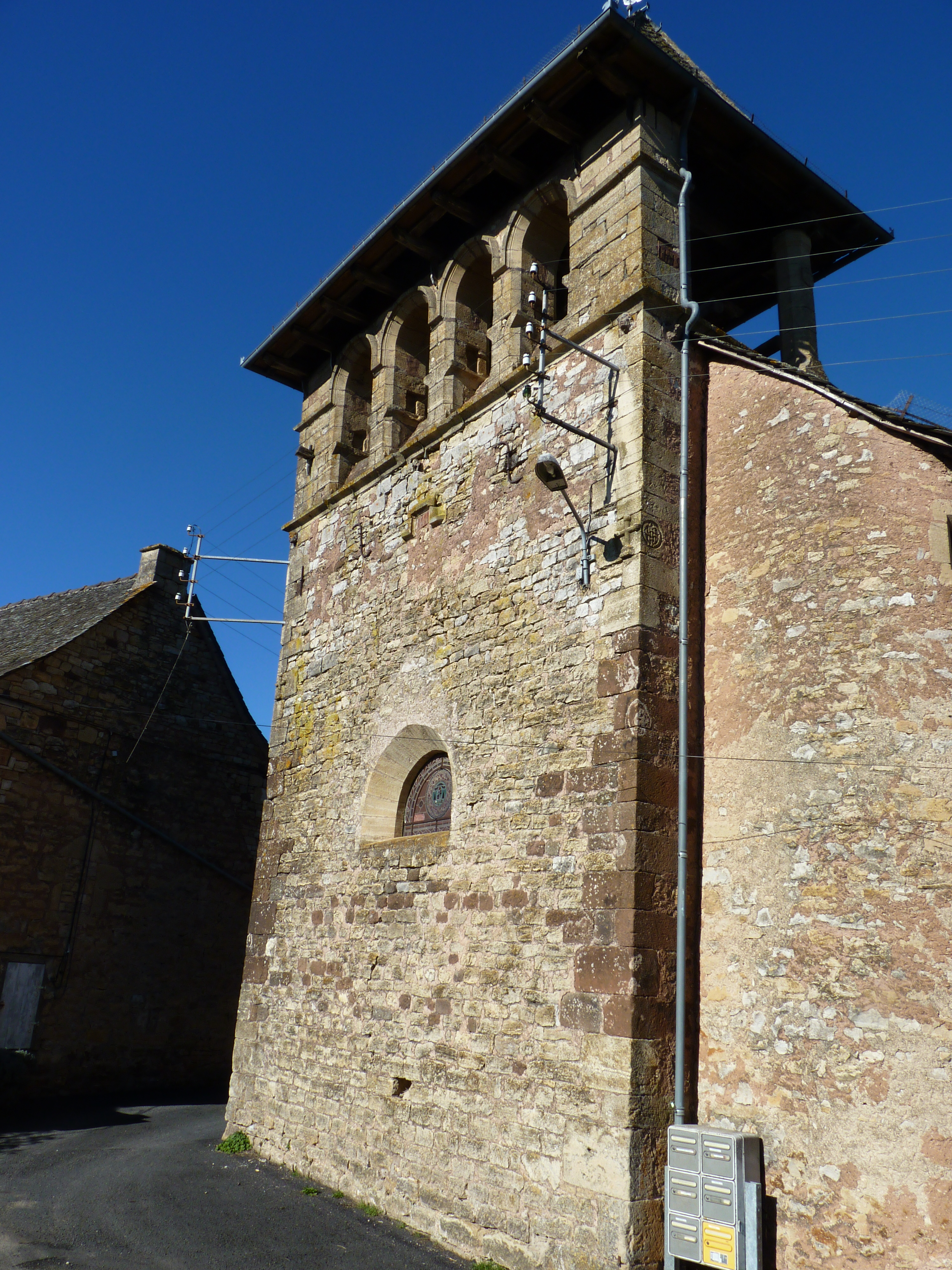
Kirche Saint-Louis in Saint-Geniez-des-Ers
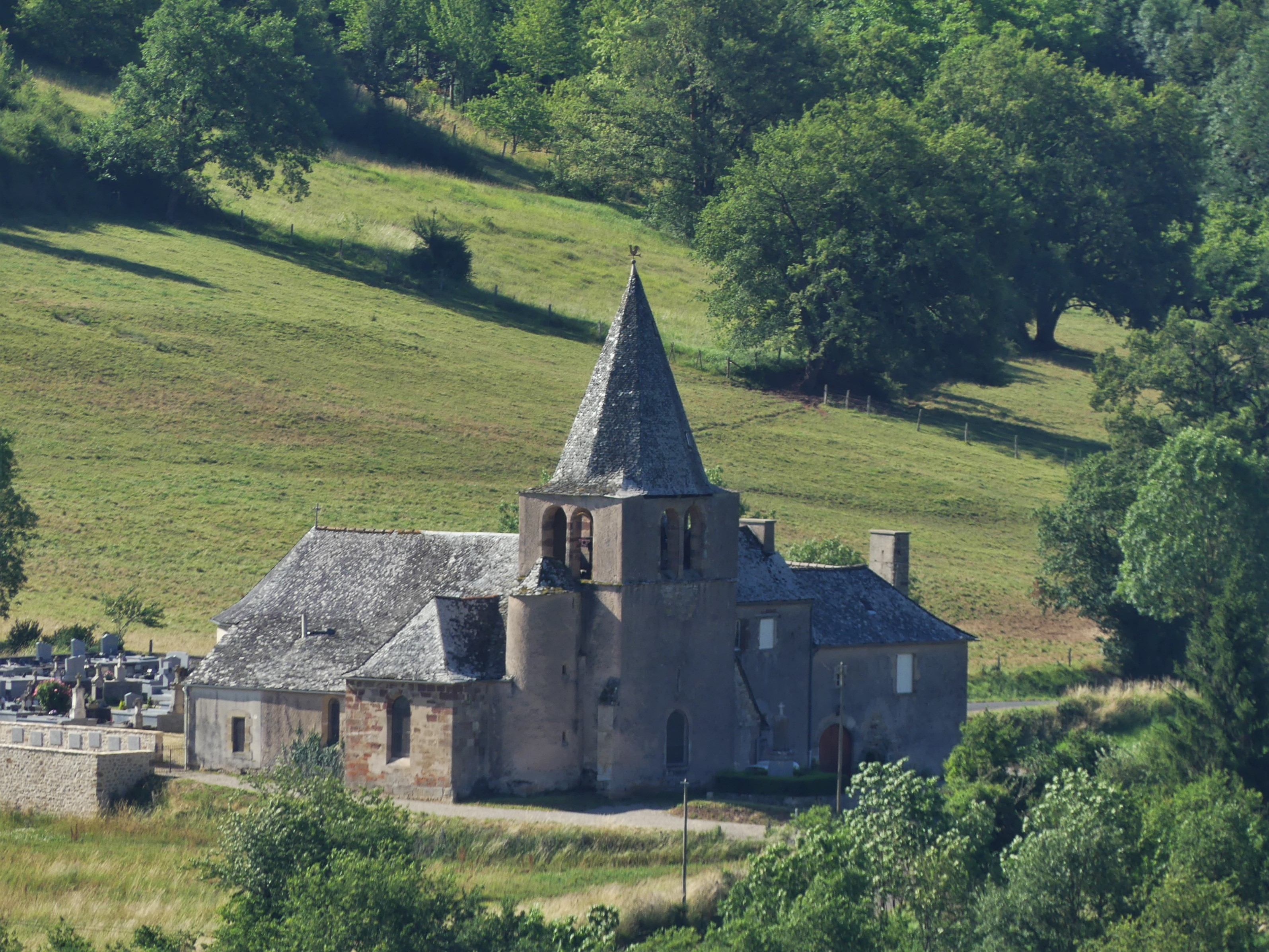
Kapelle von Trédou
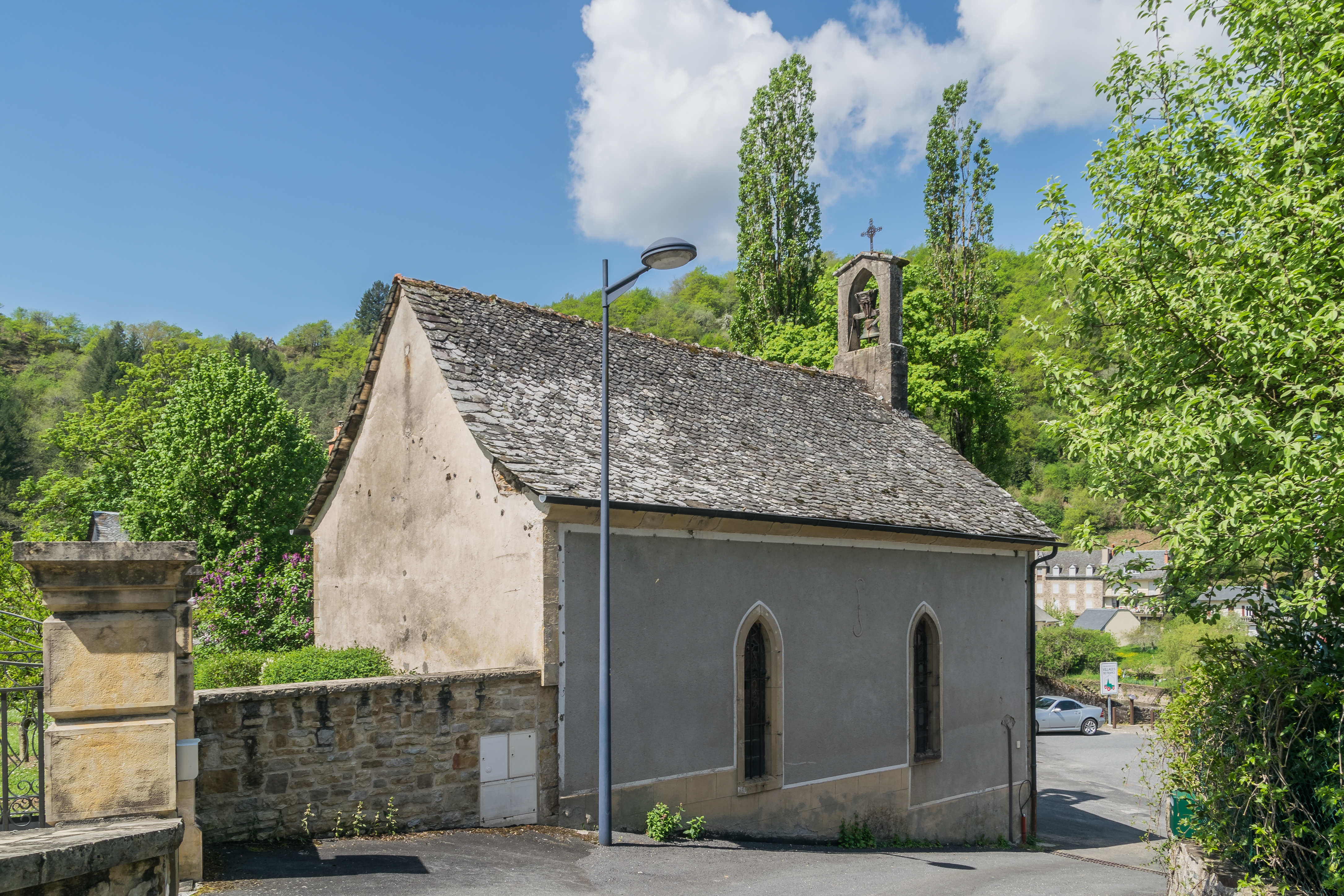
Kapelle du Pont
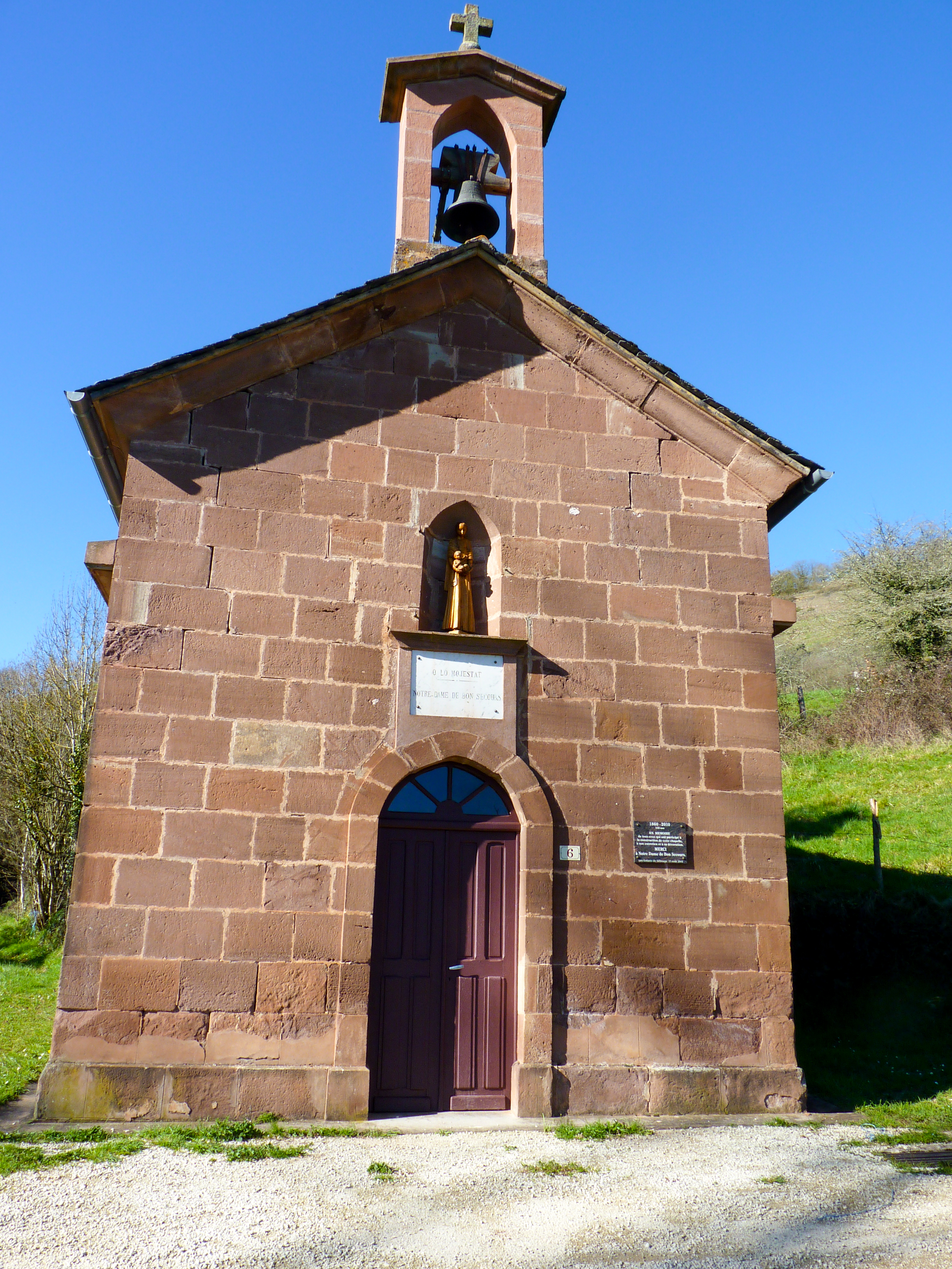
Kapelle Notre-Dame-du-Bon-Secours
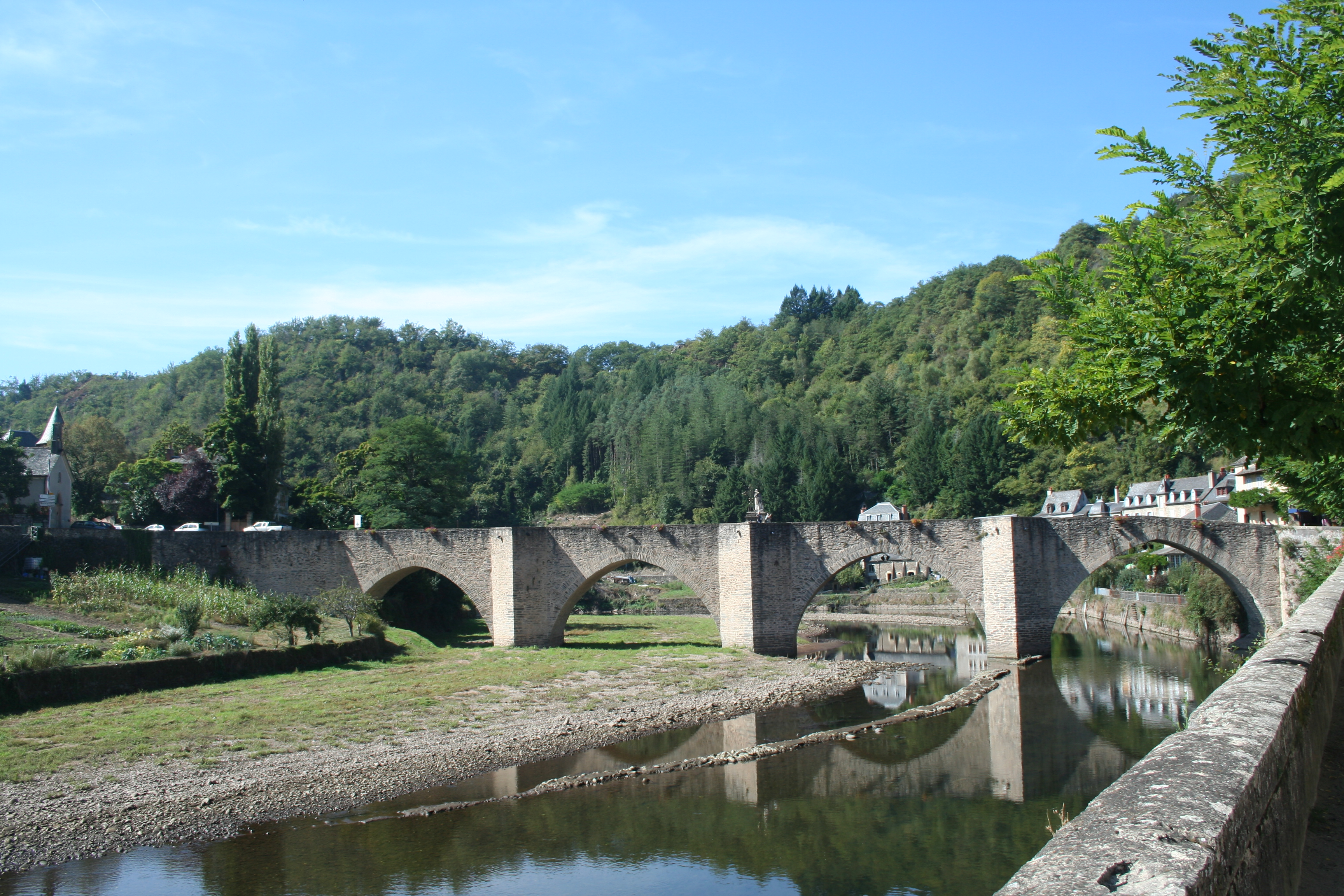
Brücke von Estaing